# 판타지 만화
판타지 만화 (- 漫画, Fantasy comics)는 만화의 장르의 하나. 판타지를 소재로 해, 현실과는 다른 공상 세계를 무대로 하거나 또는 마법이나 환상적인 요소를 포함하고 있는 것을 말한다.

## 일본의 판타지 만화의 역사
일본의 만화는 어린이용의 미디어로서 스타트하고 있어, 마법이나 현실에는 일어나지 않는 불가사의한 사건이 작품 중에서 그려지는 것은 보통이며, 그것들을 일부러 판타지 만화라고 보는 것은 없었고, 장르로서 정의되는 것도 없었다.
오늘의 눈으로 보면, 테즈카 오사무의 '리본의 기사' (1953년)나 미즈노 히데코의 '별의 수금' (1960년) 등은 본격적인 판타지 만화의 선구적인 작품이라고 볼 수 있다.
이러한 판타지 만화로서 분류될 수 있는 작품은 주로 소녀 만화에서 그려져 있었지만, 1990년 무렵부터 소년 만화나 청년 만화가 그려지게 되었다. 1993년에는 '월간 G판타지' (에닉스, 현 스퀘어 에닉스), 1994년에는 '월간 ASUKA 판타지 DX' (카도카와 서점, 후에 '후데라'로 지명을 개정) 등 판타지 만화잡지가 창간되고 있어 2000년대에 들어가면 '몽환관' (아침해 소노라마 / 아사히 신문 출판) 등의 판타지를 주제로 한 만화 잡지가 간행되고 있다.

## 같이 보기
- 마법소녀
- 마법사